# Dryopteris × graeca
Dryopteris × graeca là một loài dương xỉ trong họ Dryopteridaceae. Loài này được Fraser-Jenk. & Gibby mô tả khoa học đầu tiên năm 1980.
Danh pháp khoa học của loài này chưa được làm sáng tỏ. 